# Sergej Kudinov
Sergej Vasiljevitj Kudinov (ryska: Сергей Васильевич Кудинов), född 29 juni 1991 i Astrachan, är en rysk handbollsspelare (vänsternia). Han spelar sedan 2014 för franska C' Chartres MHB. Han är son till handbollsspelaren Vasilij Kudinov.